# Nordkaukasische Buschmaus
Die Nordkaukasische Buschmaus oder Kluchor-Birkenmaus (Sicista kluchorica) ist ein Nagetier in der Gattung der Birkenmäuse. Die Art weicht in morphologischen Details sowie in ihrem Karyotyp von anderen Birkenmäusen der Kaukasusregion ab. Äußerlich kann sie jedoch nicht von der Kaukasischen Birkenmaus (Sicista caucasica) unterschieden werden.

## Merkmale
Für erwachsene Exemplare wurden Kopf-Rumpf-Längen von 61 bis 70 mm, Schwanzlängen von 86 bis 108 mm und ein Gewicht von 6 bis 8,5 g registriert. Die Art hat 16 bis 21,5 mm lange Hinterfüße und 8 bis 11 mm lange Ohren. Im gelbbraunen, rotbraunen oder gelbgrauen Fell der Oberseite befinden sich einige eingestreute Haare mit schwarzen Spitzen. Unterseits ist das Fell hellgrau. Die schwarzen Haarspitzen fehlen im unteren Bereich der Körperseiten sowie an den Wangen. Der lange Schwanz besitzt eine dunkle Oberseite und eine helle Unterseite. Wie bei anderen nahe verwandten Birkenmäusen ist die Eichel des männlichen Penis mit kleinen Dornen besetzt. Die Nordkaukasische Buschmaus hat einen diploiden Chromosomensatz mit 24 Chromosomen (2n=24).

## Verbreitung
Die Art lebt im Nordwesten von Georgien und in angrenzenden Gebieten Russlands. Die westliche Grenze stellt der Fluss Kizgich dar, der ein Nebenfluss des Großen Selentschuk ist. Sie hält sich im Kaukasus auf, in Höhen, die oberhalb 1500 Meter liegen. Die Nordkaukasische Buschmaus bewohnt Bergwiesen, Weideflächen, Waldränder sowie die mit Gras und Kräutern bewachsenen Ufer der Wasserläufe.

## Lebensweise
Dieses Nagetier lebt außerhalb der Paarungszeit als Einzelgänger und ernährt sich von Pflanzensamen, Früchten, vermutlich grünen Pflanzenteilen und von wirbellosen Tieren. Bisherige Beobachtungen lassen eine dämmerungs- und nachtaktive Lebensweise vermuten, obwohl die Art gelegentlich am Tage nach Nahrung sucht. Vermutlich hält die Nordkaukasische Buschmaus, wie die Kaukasische Birkenmaus 8 bis 9,5 Monate Winterschlaf. Die Lage des Baus wird unter einer dicken Moosschicht oder in verrottenden Baumstümpfen angenommen. Die Fortpflanzung findet zwischen Juni und dem zeitigen August statt. Weibchen gebären pro Wurf 5 bis 7 Nachkommen.

## Gefährdung
Landschaftsveränderungen im Zusammenhang mit der Errichtung von Wintersportzentren können sich in Zukunft negativ auf den Bestand auswirken. Im Verbreitungsgebiet liegen das Teberda-Naturreservat und andere Schutzgebiete. Die IUCN listet die Art als nicht gefährdet (least concern), obwohl die Nordkaukasische Buschmaus selten gesichtet wird.